# Джованоти
Джованòти (на италиански: Jovanotti), псевдоним на Лорèнцо Керубѝни (на италиански: Lorenzo Cherubini; * 27 септември 1966 в Рим, Италия) е италиански певец, автор на песни, диджей и рапър.
Той става известен в края на 1980-те години, лансиран от Клаудио Чекето. Джованоти скоро се отдалечава от хип-хоп смесицата на първите си успехи и постепенно се доближава до модела на world music (винаги изпълнена с хип-хоп и фънк звучене). Музикалната му еволюция съответства на промяна в текстовете на песните му, които с годините докосват все повече лични теми, по-характерни за италианския стил на авторските песни.
В същото време нараства и неговата социална и политическа ангажираност. Активен пацифист, той често си сътрудничи с асоциации като Имърджънси, Амнести Интернешънъл, Lega anti vivisection, Nigrizia и DATA, допринася за демонстрациите в полза на анулирането на дълга през 1990-те години и впоследствие за движенията Niente scuse („Без извинения“) и Make Poverty History, участвайки в Live 8 (серия от 11 безплатни концерта на 2 юли 2005 г. в страните от Г8).

## Биография
Лоренцо Керубини е роден в Рим на 27 септември 1966 г. Родителите му са родом от град Кортона в Тоскана: Марио Керубини (1934 – 2015) – член на Държавния жандармерийски корпус на Ватикана, на когото певецът посвещава песента си Mario (в албума си Lorenzo 1994), и Виола Кардинали (1935 – 2010), на която посвещава песента „Джобовете пълни с камъни“ (Le tasche piene di sassi). Той е третият от четири братя и сестри: първият е Умберто, летателен инструктор, който загива на 22 октомври 2007 г. в самолетна катастрофа в Латина, вторият е Бернардо и най-малката е Анна. На Умберто Лоренцо посвещава песента In orbita, а след смъртта му – песента „Кал“ (Fango), където пее: „Знам, че не съм сам, дори когато съм сам“. Бернардо работи като актьор (напр. във филма Panarea) и като водещ.
Като дете Лоренцо ходи често в Кортона в провинция Арецо, където живее и към 2021 г. и с чието почетно гражданство е удостоен.
Учи в римската гимназия „Малпиги“.

## Музикална кариера

### 1980-те години
През юни 1980 г. брат му го представя на диджей в радио Foxes в Кортона, където Джованоти започва да прави първите си стъпки като диджей. През 1982 г. започва да е диджей и за дискотека Тучулча в Кортона. През 1983 г. през седмицата работи за радио „Антена Музика“ в Рим. Предлага както танцова, така и хип-хоп музика (не много познат в Италия жанр навремето). През 1984 г. работи за Paper Moon в Рим. Напуска радио „Антена Музика“, за да основе Radio Jolly.
През 1985 г. започва работа в Poison – един от най-важните римски клубове. Там се запознава с Фиорело и с продуцента Джанкарло Мео. През лятото неуспешно се явява на прослушване за DeeJay Television. През 1986 г. започва работа в клуб „Пайпър“ в Рим – една от най-известните италиански дискотеки.
Истинският му музикален дебют е през април 1987 г. със сингъла Walking, вече с името Джованоти, последван от Reggae 87, и двата издадени от Фул Тайм Рекърдс. Първоначално сценичното име, което Лоренцо избира, е „Джо Ваноти“, но типографът, от когото поръчва рекламен плакат за една от вечерите в дискотеката, прави печатна грешка и пише името слято: „Джованоти“ – грешка, която Лоренцо намира за знак от съдбата и след това решава го запази. Песента Walking първоначално е продуцирана от Елвио Морато и римския диджей Марко Трани, който се е преместил в Кортина от римския клуб Histeria. Той познава Лоренцо още от Histeria, понеже той често минава оттам след вечерите си в Poison и се качва в кабината, и дуетира с д-р Феликс в рап стил. Марко Трани обаче, поради многото си ангажименти в Северна Италия, решава да прехвърли проекта на Фул Тайм. Фул Тайм предлагат Джованоти на Клаудио Чекето – известен звукозаписен продуцент и диджей, който обаче отказва да го наеме. През юни Джованоти започва работа в Lanternone в Капо Палинуро в провинция Салерно. Там той е забелязан от Марина Чекето (бившата съпруга на Клаудио), която го предлага на бившия си съпруг. Чекето този път решава да подпише договор с него като водещ в Deejay Television и като диджей в Радио Диджей (Radio Deejay).
Чекето отначало отхвърля името „Джованоти“, но след това го намира за подходящо за персонажа и го съветва да го запази. В този период Джованоти става една от водещите фигури на Radio Deejay: в навечерието на Нова година между 1987 и 1988 г. той води радиопредаване на живо в продължение на цели осем часа.
През 1988 г. издава много успешен сингъл – „Тук ли е купонът?“ (È qui la festa?), последван от първия му албум Jovanotti for President, съдържащ сингъла Gimme Five. Джованоти участва като единствен италиански изпълнител в компилацията на Radio Deejay Deejay rap. Това е златен период за новоизгряващата звезда, тъй като неизменно всички негови сингли се озовават на челните позиции в италианските класации и през септември той е поканен на Фестивалбар като почетен гост. Въпреки че вече е приел псевдонима Джованоти, в същия период той също се изявява пред публика с псевдонима „Джино Латино“ (Gino Latino), издавайки три сингъла: Yo, Welcome и Latino. Проектът, замислен с Албертино от Radio Deejay, би трябвало да доведе до албум, който обаче никога не се реализира.
Друг псевдоним, използван от Джованоти през този период, е „Джеронимо“ (Jeronimo) в песента The Indian. Песните, публикувани като „Джино Латино“ и „Джеронимо“, присъстват в сборния албум Jovanotti Special. В този първи период, освен че говори редовно по микрофоните на Radio Deejay, Джованоти прави първия си телевизионен опит с DeeJay Television и с предаването 1, 2, 3 Jovanotti. Той публикува и първата си книга „Йо, братя и сестри: ние сме ли или не сме едно добро движение? (Yo, brothers and sisters: siamo o non siamo un bel movimento?).
През декември 1988 г. той започва военната си служба в казармата „Туринето“ в Албенга, провинция Савона. Това преживяване води по-късно до раждането на песента „Ас“ (Asso) – саундтрак на телевизионния сериал Classe di ferro. По-късно Джованоти заявява, че е написал песента само за да получи в замяна 15-дневен отпуск, както заявява самият той през януари 2018 г. по време на телевизионното предаване 90 SPECIAL по Italia 1.
В деня преди заминаването той представя песента Sex No Drugs и Rock'n Roll в телевизионната програма Fantastico. През същия месец основава заедно с Чекето модната линия Yo.
През 1989 г. издава албума си „Моят мотор“ (La mia moto), чийто сингъл Vasco (почит към Васко Роси, негов идол и за цяло поколение) е представен на Фестивала на италианската песен в Санремо през 1989 г., по време на който той е герой на сензационен гаф: докато пее, пада лошо сред цветята на сцената, но веднага става, смеейки се. Албумът се продава в около 600 хил. копия. На фестивала той се появява с приятелката си Розита Челентано – дъщеря на Адриано Челентано, и наема дискотека, където след вечерите на фестивала приема приятели. Стилът на първите албуми на Джованоти се характеризира със забавен и празничен груув в стил италодиско, който доминира на музикалната сцена през онези години, и хип-хоп музика. Вдъхновението идва от важни хип-хоп изпълнители като Run DMC, Пъблик Енеми и Бийсти Бойс.

### 1990-те години
През 1990 г. Джованоти издава албума Giovani Jovanotti, отново пълен с безгрижни идеи (Ciao mamma), но в който започват да се появяват песни, които са предвесници на нова твопческа линия, като „Нощни хора“ (Gente della notte). Променящата се мода и продължителното отсъствие от националните медии (причинено от военната му служба) водят до неумолим спад в известността на Джованоти. През същата година участва като редовен гост в шоуто „Фантастико“, водено от Пипо Баудо. За обръщане на тенденцията трябва да се изчака до 1991 г. с издаването на албума „Племе, което танцува“ (Una tribù che balla). По онова време е епизодът, в който Ред Рони по време на дъждовна вечер на „Гласувай за гласа“ (Vota la voce) казва на Васко Роси: „Всички казват, че Джованоти е свършен...“ и Васко отговаря: „Според мен Джованоти започва сега!“ Новият албум на Джованоти „Племе, което танцува“ започва категорично различен творчески период, често описван от критиците като повратна точка (въпреки че самият Джованоти на няколко пъти твърди, че не забелязва особена прекъсване в тази своя творческа фаза). Темите за политическата и социална ангажираност, които в значителна степен характеризират последващата му продукция, започват да се появяват в неговите текстове, първоначално приглушени („Всички стари реалности са приключили, така че движете се, движете се“).

През 1992 г. певецът прави парчето „Сърце“ (Cuore) в памет на Джовани Фалконе, написано наведнъж няколко дена след убийството му: песента е предназначена само за излъчване и никога не е издавана на диск. През същата година излиза Lorenzo 1992: първият албум, който, запазвайки псевдонима му, носи истинското му име в заглавието с намерението изрично да сигнализира за прекъсването на произхода. Албумът съдържа множество песни, които стават известни, като се започне с „Не се отегчавам“ (Non m'annoio) и „Момче късметлия“ (Ragazzo Fortunato), и е последвано от турне с Лука Карбони (Carboni-Jovanoti in concerto 1992). Той също така обхваща различни теми като насилие, контрацепция, политика, заема позиция срещу аборта, която веднага отрича.
В първата песен от албума, наред с други неща, Джованоти се хвали като този, който въвежда хип-хопа в Италия. Опитът на Джованоти с Lorenzo през 1992 г. е придружен от написването на втората му книга Cherubini, която разказва за всичките му пътувания. През май 1993 г. Джана Нанини го търси, за да напише и изпее рап куплет в песента ѝ Radio Baccano. Парчето има голям успех и двамата изпълнители изпълняват заедно един път на сцената на Фестивалбар през 1993 г. Lorenzo 1994 е сред най-продаваните му албуми. В сингъла „Мисля положително“ (Penso positivo) за първи път той заема силна идеологическа позиция:
| „ | Вярвам, че в този свят има само една голяма църква, която върви от Че Гевара и стига до Майка Тереза, минавайки през Малкълм X през Ганди и Сан Патриняно, идва от свещеник в предградията, който продължава въпреки Ватикана. („Мисля позитивно“) | “ |

С Penso positivo Джованоти се състезава на Музикалните награди на Ем Ти Ви Европа през 1995 г. в категорията „Най-добър видеоклип на годината“ и се класира трети.
Позиции, които напомнят на мисловните школи относно съвместното съществуване на религиите и които в действителност са вече изразени в предишния му албум „Изгубих посоката“ (Ho perso la direzione), се съдържат в албума Lorenzo 1992, където певецът се нахвърля срещу политическата система на времето. Съдържанието на този жанр може да се намери в много други парчета в албума, от Barabba до „Трябвадаизмислимнещо“ (Dobbiamoinventarciqualcosa). Албумът е известен и с многото успешни любовни песни като Piove и Serenata rap; тази последна песен, по-специално, се нарежда като най-излъчвано видео в Европа и дори в Южна Америка.
През 1994 г. Джованоти е на турне из Европа заедно с Пино Даниеле и Ерос Рамацоти. През същата година се ражда неговият лейбъл Soleluna.
През 1995 г. излиза сингълът „Пъпът на света“ (L'ombelico del mondo), с който Джованоти участва в Музикалните награди на Ем Ти Ви Европа през 1997 г. в Ротердам. Песента е публикувана в сборния албум Lorenzo 1990 – 1995 заедно с непубликуваната Marco Polo. Както подсказва заглавието на албума, той не включва песните от първите му два албума. През 1995 г. написва песента Alleluja с Дзукеро Форначари, съдържаща се в албума на Дзукеро Spirito DiVino.
Албумът от 1997 г. „Дървото“ (L'albero) бележи нова повратна точка в музикалния стил на Джованоти. Елементи на етномузика и world music доминират, а допълнителното задълбочаване на текста (напр. като Questa è la mia casa, която е нещо като съвременна мултирелигиозна песен на създанията, или лирическата интроспекция в The Shadow Line, вдъхновена от The Shadow Line на Джоузеф Конрад). Излизането на албума е придружено от разпространението на едноименния филм. В същия период Джованоти започва поредица от дейности, които отразяват период на вътрешни търсения. Започва да се занимава с живопис (работите му са изложени на Бреша Мюзик Арт), през 1998 г. участва във филма „Райските градини“ (I giardini dell'Eden) на Алесандро Д'Алатри, участва в два трибют албума в памет на Робърт Уайът и Джордж Гершуин, и пътува по света, по-специално до Латинска Америка (известно е прекосяването му Патагония с велосипед).
По повод това преживяване той коментира: „Човек е привлечен от места на края на света, защото си мисли, че там ще може да намери това, което е в дъното на самия него“. В нощ от това пътуване се ражда текстът на „Звезда комета“ (Stella cometa) – любовна песен за негова далечна приятелка. Любовта му към Латинска Америка също го кара да си сътрудничи в албума Artisti Uniti per gli Zapatisti del Chapas – благотворителен албум, чиито приходи са дарени за изграждането на болница в Мексико. Събитията от неговите пътувания са разказани в книгата Il grande boh!, издадена през 1998 г. През същата година Джованоти става баща; неговата радост е разказана в приспивната песен „За теб“ (Per te), един от хитовете на албума Capo Horn (1999) г. В същия албум се появява и „Слънчев лъч“ (Un raggio di sole), с която той печели Фестивалбар. Също през 1999 г., по време на войната в Косово, Джованоти участва в съвместен проект с Пиеро Пелу от Литфиба и Лучано Лигабуе в пацифистката песен „Моето име е никога повече“ (Il mio nome è mai più), чието видео е заснето от Габриеле Салваторес и чиито приходи са дарени изцяло на Имърджънси; сингълът е най-продаваният в Италия през годината.

### 2000-те години
Ангажиментът на Лоренцо не свършва дотук. Забележително е представянето му на Фестивала в Санремо 2000 с неиздаваната песен „Анулирай дълга“ (Cancella il debito). През юни той предлага нова версия на „Сладко нищоправене“ (Dolce fare niente), която вече присъства в албума му Capo Horn. В същия период той участва в трибютния концерт в Театър „Карло Феличе“ в Генуа, посветен на Фабрицио де Андре (от който е взет двойният компактдиск Faber, amico fragile), изпълнявайки парчето „Лошият път“ (La cattiva strada). През същата година активно участва в движението за анулиране на дълга на страните от Третия свят, като пее като гост на Фестивала в Санремо неиздавана песен, озаглавена именно „Анулирай дълга“ заедно с други международни колеги, включително Карлиньос Браун. От този период датира и прекъсването му на над 10-годишното творческо партньорство с китариста и продуцента Микеле Чентонце – съавтор на повечето от песните му от 1986 г. насам.
Албумът от 2002 г. Lorenzo 2002 – Il quinto mondo потвърждава и чрез своите сингли равното разстояние и баланса на двата полюса на лириката на Джованоти: любовната песен като „Ще се оженя за теб“ (Ti sposerò) и политическия и обществен ангажимент като „Спаси ме“ (Salvami). „Спаси ме“ по-специално обхваща широк спектър от теми: пацифизма, глобализацията и нуждата от справедливост към Третия свят, амбиентализма, и е спомената от Тициано Терцани в увода на неговите „Писма срещу войната“ (Lettere contro la guerra). Видеото на „Спаси ме“ е колаж от всички изяви в телевизионните програми, където Джованоти е представил сингъла.
Турнето Quinto mondo, което започва в Анкона на 17 април и завършва в Рим на 1 юни, се характеризира с присъствието на сцената на 17 музиканти. Quinto Mondo Tour е представено на допълнителна дата на 30 юли 2002 г. в Светилището „Сан Габриеле дел Адолората“ в Изола дел Гран Сасо в провинция Терамо. Това е по повод концерта-събитие „Планината от музика за водата“, насърчаван от провинции Терамо, Пескара и Асколи Пичено в защита на водите на Гран Сасо и срещу изграждането на третия тунел във връзка с Международната година на планините, насърчавана от ООН и ФАО.
Концертът се провежда на сцена от 231 m² в присъствие на около 30 000 души и с група от 17 човека. За участието му в събитието срещу третия тунел под Гран Сасо провинция Акуила отменя концерта му, който трябва да се проведе в рамките на тържествата за августовското историческо-религиозно събитие Perdonanza Celestiana, на което той отговаря с отворено писмо.
Песента „Племе, коеот танцува“ (Una tribù che balla) е включена като музикален запис във филма на Харолд Реймис „Анализирай онова“ с участието на Робърт Де Ниро и Били Кристъл.
През 2003 г., под егидата на своята звукозаписна компания, Джованоти дава живот на алтернативен, подчертано латиноамерикански музикален проект, наречен Roma – Collettivo Soleluna, който постига добър успех с песента A vida (Roma). През същата година бразилският художник от италиански произход Франко Кава пренарежда и превежда някои от песните на певеца според тактовете и начините на бразилската музика, давайки живот на BossaJova. В този албум се открояват Chove (Piove) и Samba è (в ритъма на Ciao mamma), който празнува избора на президента Луис Инасио Лула да Силва.
Албумът „Добра кръв“ (Buon sangue) от 2005 г. според някои изглежда потвърждение за зрелостта, достигната от Джованоти, който използва сътрудници (Едоардо Бенато, но също така Планет Фънк и Данило от Неграмаро в песента Falla girare) и който скача към първото място в класирането, водено от успеха на синглите „Толкова много“ ((Tanto)³) и „Доверявам ти се“ (Mi fido di te). Заедно със стандартната версия на Buon sangue има и ограничено издание, състоящо се от два компактдиска: гореспоменатият Buon sangue плюс Extra F.U.N.K. – компактдиск, съдържащ алтернативни аранжименти и изрязани клипове и песни, които не са намерили място в оригиналния албум. През 2006 г. излиза Buon Sangue Live: DVD с 40-минутно съдържание и задкулисието на последното турне на певеца в Милано.
През същата година той си сътрудничи за втори път с Дзукеро, като става автор на текста на песента му „Твърде много вярност“ (Troppa fedeltà), включена в албума на Дзукеро Fly.
На 1 юни 2007 г. по случай 40-годишнината на албума Sgt. Pepper's Lonely Hearts Club Band на Бийтълс, по време на големия музикален маратон, проведен в Зала „Санта Чечилия“ на Аудиториум Парко дела Музика в Рим, е излъчено неиздаваното видео „Ода на сержант Пепър“ (Ode al Sergente Pepe) на Джованоти, вдъхновено от диска, написано и изпълено специално за случая.
През същата година той копродуцира и участва (написва и участва в песента Cade la pioggia) за La Finestra – албум на италианската група Неграмаро. Сътрудничеството с групата се възобновява в албума на Джованоти Safari с едноименната песен.
На 22 октомври 2007 г. неговият брат Умберто Керубини, летателен инструктор, загива при самолетна катастрофа в Латина. Джованоти няколко месеца след смъртта му посвещава песента си „Кал“ (Fango). Също през 2007 г. той пише текста на песента „Ария... вече не си ти“ (Aria... non sei più tu) по музика на Даниел Вулетич, записана от Адриано Челентано в албума му Dormi amore, la situazione non è buona.
На 18 януари 2008 г. е издаден дискът Safari , записан в Кортона, Лос Анджелис, Милано, Хановер, Берлин и Рио де Жанейро, предшестван на 7 декември от сингъла Fango, който използва сътрудничеството на китариста Бен Харпър. През май Fango печели първото издание на Награда „Могол“ – награда за автор на най-добър текст на годината от жури, председателствано от самия Могол.
На 7 март излиза сингълът „На теб“ (A te) – вторият сингъл от Safari, с посвещение на съпругата му. Тази песен има голям успех в Италия и остава на върха на класациите в продължение на много седмици. На 12 май стартира Safari Tour от Римини, което минава през спортни зали и стадиони през цялото лято. На 4 юли излиза сингълът от албума със същото име – Safari. Четвъртият сингъл на албума е „Като музика“ (Come musica), издаден на 20 октомври. „Сафари“ е избран за албум на 2008 г., а на сайта Rockol.it – за най-добрия албум на десетилетието.
Джованоти също така снима първия социален клип в историята със сингъла „На обяд“ (Mezzogiorno). През същата година получава наградите Kids' Choice Awards за опазване на околната среда. Пише и текста на песента Più sole, която се състезава на Фестивала в Санремо през 2009 г., изпята от Ники Николай и Стефано Ди Батиста.
Той събира заедно с Джулиано Санджорджи от Неграмаро повече от 50 звезди на италианската музика, за да запишат Domani 21/04.2009 – песен, посветена на жертвите на земетресението в Абруцо, в която певецът записва рапираната част.
На 15 май излиза шестият сингъл от албума – „Точка“ (Punto) с участието на Сержиу Мендис. През ноември той пее с Капареца песента Abiura di me от албума на Капареца Le dimensions del mio caos.
След турнеto си в Ню Йорк през лятото, на 4 декември само за американския пазар излиза CD + DVD от вечерите, озаглавен OYEAH (в Италия може да бъде закупен от ITunes).

### 2010-те години
На 8 януари 2010 г. излиза Baciami Ancora – саундтракът на едноименния филм на Габриеле Мучино, с който Джованоти печели наградата Давид на Донатело за най-добър оригинален саундтрак. Той си сътрудничи с Чезаре Кремонини в реализацията на сингъла „Свят“ (Mondo), издаден на 23 април. Той също така продуцира с Марко Тамбурини новия саундтрак на филма Sangue e arena.
По време на подготовката на новия си албум певецът предприема две кратки турнета в Северна Америка: първото – от 22 април до 6 май във Вашингтон, Ню Йорк, Бостън, Филаделфия, Монреал, Торонто и Чикаго (всички дати са разпродадени); второто – от 21 юли до 31 юли – Холивуд, Санта Моника, Сан Франциско и Сентръл Парк (Ню Йорк).
През октомври 2011 г. е обявено издаването на албума, озаглавен „Сега“ (Ora).
Всичко това е предшествано от различни онлайн инициативи на сайта му и в социалните мрежи. На 30 ноември излиза „Да живее всичко!“ (Viva tutto!) – книга под формата на електронната кореспонденция между Джованоти и философа Франко Болели по време на продукцията на предстоящия му албум. На 3 декември е ред на сингъла „Всичката любов, която имам“ (Tutto l'amore che ho), придружен от видео, публикувано във Фейсбук предишния следобед. На 25 януари 2011 г. излиза албумът му Ora. На 11 март е ред на сингъла Le tasche piene di sassi, посветен на смъртта на майката му Виола, който през юни печели четвъртото издание на наградата „Могол“. Турнето на певеца Lorenzo Live – Now on Tour 2011 – 2012 стартира в Римини на 16 април.
На 21 ноември излиза албумът на Адриано Челентано Facciamo finta che sua vero, който съдържа 3 песни в сътрудничество на Джованоти: La cumbia di chi cambia, написана по музика и текст на певеца, която става в един от 'бойните коне' на Челентано, „Огън във вятъра“ (Fuoco nel vento) с текст на Джованоти и „Не знам какво да правя вече“ (Non so più cosa fare), изпяти с Челентано, Джулиано Санджорджи и Франко Батиато. На 27 май 2011 г. е пуснат сингълът „Най-голямото шоу след Биг Бенг“ (Il più grande spettacolo dopo il Big Bang), който дава и заглавието на вариететното телевизионно предаване „Най-големият спектакъл след уикенда“ (Il più grande spettacolo dopo il weekend) на Фиорело. Джованоти гостува в последния му епизодо, като заедно с водещия пее кавър на песента с преработен текст.
На 1 юни певецът си сътрудничи с Майкъл Франти & Spearhead в италианската версия на сингъла The Sound of Sunshine , който веднага скача в класациите, достигайки позиция номер 3.
На 11 юни Джованоти свири на музикалния фестивал Bonnaroo в Манчестър, Тенеси. Той също така пише песента „Ти ме изигаш“ (Tu mi porti su) за Джорджа, съдържаща се в албума ѝ с неиздавани песни Dietro le apparenze.
На 29 ноември излиза албумът му „Сега“ (Ora) в специалната Super Deluxe Box версия, която също така съдържа DVD на живо от турнето и документален филм със задкулисието, режисиран от Леандро Мануел Емеде. Lorenzo Live – Ora in Tour 2011 – 2012 търпи прекъсване на 12 декември, когато по време на сглобяване на сцената в Триест конструкцията се срутва върху работници отдолу, като един работник загива. Следващите дати на турнето се отлагат. То завършва през март 2012 г. в Триест.
След това певецът изнася концерти в САЩ. На 6 март по РЕП-овете излиза концертният му албум Lorenzo in concert per Jovanotti e Orchestra, който е свидетелство за концерта, проведен в Античния театър на Таормина на 3 септември 2011 г., аранжиран и режисиран от Паоло Буонвино с оркестъра Рома Синфониета. Той също така съдържа студиен бонус запис, записан с оркестъра. Видео документален филм, режисиран от Николò Чериони, също е наличен във версията на iTunes.
На 7 август в САЩ излиза сборният албум Italia 1988 – 2012.
На 22 септември Джованоти участва в благотворителния концерт Italia Loves Emilia, организиран от него заедно с 20 други изпълнители за набиране на средства за постардалите от земетресението в Емилия през 2012 г., който се провежда в Камповоло близо до летището на Реджо Емилия.
На 27 ноември излиза сборният албум Backup – Lorenzo 1987 – 2012, която отбелязва 25-те години на певеца и е предшествана от сингъла „Еволюционно напрежение“ (Tensione evolutiva), издаден на 9 ноември. Албумът вече е тройно платинена през април за повече от 180 хил. продадени копия.
През май 2013 г. Джованоти прави дуети с рапъра Клементино в песента „Брат“ (Fratello) от албума на последния Mea culpa, а през юни с Макс Пецали в песента „Задръж времето“ (Tieni il tempo) в албума на Пецали Max 20. През същия месец започва турнето му Backup Tour – Lorenzo negli stadi 2013.
На 4 август участва на концерт в Кортона като закриване на събитието Микс Фестивал. Концертът със символична цена от 2 евро е гледан от около 2000 души на площад Синьорели и от още 3000 на прилежащите площади чрез гигантски екрани. Гост на концерта е и писателят Роберто Савиано.
На 1 октомври излиза новият албум на Лука Карбони Fisico & politico, съдържащ песента „Нужна е зверска физика“ (Ci vuole un fisico bestiale) в дует с Джованоти. На 19 ноември излиза албумът на живо Lorenzo negli stadi – Backup Tour 2013, взет от едноименното му турне от 2013 г.
На 23 април 2014 г. Джованоти е гост на концерта на Дзукеро в Медисън Скуеър Гардън в Ню Йорк – част от Americana Tour, гледан от 5000 зрители и характеризиращ се с участието на гости като Стинг, Елиза, Фиорела Маноя, Крис Боти, Флер от Манà, Сам Муур, Андреа Гриминели, Ирене Форначари и госпъл хор. За случая той изпълнява Il mare в дует с Дзукеро, импровизирайки хип-хоп медли.
На 16 декември 2014 г. илиза сингълът му „Събота“ (Sabato). Той предшества 13-ия му студиен албум, озаглавен Lorenzo 2015 CC, който излиза на 24 февруари 2015 г. както и турнето му Jovanotti 2015, което стартира в Анкона на 20 юни 2015 г.
На 26 юли 2015 г. той пее с Ерос Рамацоти на стадион „Сан Паоло“ в Неапол в памет на певеца и автора на песни Пино Даниеле, починал шест месеца по-рано. В същия период си сътрудничи с Тре Алегри Рагаци Морти за композицията на песента In questa grande città (la prima cumbia), издадена като сингъл на 25 февруари 2016 г.
През 2016 г. той отново си сътрудничи с Габриеле Мучино, създавайки саундтрака на филма „С лятото върху себе си“ (L'estate addosso). Саундтракът, който включва и едноименната песен, издадена като сингъл предходната година, е записан в Ред Бул Студиос в Ню Йорк с участието на Рикардо Онори на китара, Кристиан "Noochie" Ригано на клавишни и Майлс Артензен от Антибалас на барабани. На 19 август 2016 г. песента Welcome to the World е извадена като първи сингъл; тя е написана от Джованоти в сътрудничество с Jaselli и е изпълнена от последния.
През октомври 2017 г. той обявява издаването на своя 14-и албум с неиздавани песни Oh, vita!, публикуван на 1 декември и предшестван от едноименния сингъл, пуснат в продажба на 10 ноември. Албумът е продуциран от Рик Рубин и е записан през август същата година във Вила „Ле Розе“ във Флоренция, и е финализиран в Шанри-Ла студио в Малибу, Калифорния.
На 26 януари 2018 г. той пуска втория сингъл „Песните“ (Le canzoni), последван на 15 юни от третия сингъл „Позитивно“ (Affermativo) в ремикс версията на Такаджи и Кетра.
На 6 юли, за да отпразнува края на турнето Lorenzo Live 2018 в спортните зали, излиза четвъртият му сингъл „Да живее свободата“ (Viva la libertà), придружен от видеоклип, заснет от Леандро Мануел Емеде в края на един от концертите.
На 27 септември публикува в ремикс версия с групата Ackeejuice Rockers петия си сингъл Sbam!, последван на 9 ноември от шестия сингъл „Лунна светлина“ (Chiaro di luna).
На 1 март 2019 г. си сътрудничи с Такаджи и Кетра, Томазо Парадизо и Калкута в сингъла „Луната и котката“ (La luna e la gatta).
Участва в песента „Песен“ (Canzone) на рапъра Еркоми, излязла на 22 март 2019 г. в албума на Еркоми Dove gli occhi non arrivano.
На 7 юни пуска сингъла „Нова ера“ (Nuova era), продуциран заедно със звукозаписния продуцент Дадръст.
На 3 август в местност Казабианка до Фермо се провежда един от първите етапи на Jova Beach Party. След много срещи по всички италиански плажове турнето завършва на миланското летище Линате пред около 100 хил. зрители.

### 2020-те години
През октомври 2021 г. Джованоти обявява, че се завръща на работа с Рик Рубин за 15-ия си албум с неиздавани песни. На 19 ноември 2021 г. обявява излизането на сингъла Il boom и представянето на турнето Jova Beach Party 2.

## Личен живот
През 80-те години той има връзка с Розита Челентано – дъщеря на Адриано Челентано, която също се появява във видеоклипа на песента „Моят мотоциклет“ (La mia moto). Имал е и връзка с актрисата и шоугърла Валерия Марини.
На 6 септември 2008 г. се жени в църквата „Санта Мария Нуова“ в Кортона за годеницата си Франческа Валиани (* 11 юли 1969). С нея се запознава, понеже тя е близка приятелка на сестра му Анна. Преди сватбата двамата съжителстват няколко години. Имат дъщеря Тереза Лучия, родена на 13 декември 1998 г., на която Джованоти посвещава песента „За теб“ (Per te).
В Кортона Джованоти живее в горната част на града – в Поджо. Има много овощни дървета и огромен вътрешен двор, където може да се релаксира и да пише песни. Специална стая е посветена на колекцията му от шапки. Има и огромна стенна библиотека с много книги и няколко рафта с колекции от ретро предмети, особено от 60-те години. На пода има множество богато украсени килими и музикални инструменти. В къщата си има и няколко цветни дивана с много възглавници с флорални щампи върху тях. На стените има цветни тапети с негови картини.
Джованоти се премества със семейството си в Ню Йорк през 2012 г., защото дъщеря му започва да учи в гимназия там. Там живее няколко години. През 2020 г. тя заболява от лимфом на Ходжкин, лекуван успешно.

## Спорове

### Обвинения в плагиатство
През юли 2008 г. испанският вестник El Mundo публикува новината, според която песента на Джованоти A te е вдъхновена от песента A la primera persona от 2006 г. на певеца и автора на песни Алехандро Санс. Джованоти заявява, че вдъхновението на A te, вероятно същото като парчето на Санс и много други, е доста широко разпространен хармоничен обрат, чието авторство обикновено, но може би погрешно се приписва на Йохан Себастиан Бах. Вместо това по-вероятно става въпрос за Канона на Пахелбел – източник на вдъхновение за мелодиите на много песни от поп музика.

### Спорни твърдения
През 2015 г., по време на среща във Флорентинския университет, където певецът засяга много теми, той разкрива, че е участвал в среща, организирана от технологична компания в Сицилия (през последните години Гугъл организира свои срещи в Шака). На срещата при закрити врати присъстват нобелови лауреати, директори на важни компании и феминистки, които обсъждаха съдбата на света. Той също така заявява, че решенията се взимали на онези тайни форуми, където обаче са липсвали политиците.

## Дискография

### Студийни албуми
- 1988 – Jovanotti for President
- 1989 – La mia moto
- 1990 – Giovani Jovanotti
- 1991 – Una tribù che balla
- 1992 – Lorenzo 1992
- 1994 – Lorenzo 1994
- 1997 – Lorenzo 1997 - L'albero
- 1999 – Lorenzo 1999 - Capo Horn
- 2002 – Lorenzo 2002 - Il quinto mondo
- 2005 – Buon sangue
- 2008 – Safari
- 2011 – Ora
- 2015 – Lorenzo 2015 CC.
- 2017 – Oh, vita!

### Сборни албуми
- 1989 – Jovanotti Special
- 1995 – Lorenzo 1990-1995
- 2001 – Pasaporte - Lo mejor de
- 2012 – Italia 1988-2012
- 2012 – Backup - Lorenzo 1987-2012

### EP-та
2019 – Jova Beach Party

### Концертни албуми
- 2000 – Lorenzo live – Autobiografia di una festa
- 2004 – Jova Live 2002
- 2009 – OYEAH
- 2012 – Lorenzo in concerto per Jovanotti e Orchestra
- 2013 – Lorenzo negli stadi – Backup Tour 2013
- 2015 – Live 2184

### Кавър албуми
- 2019 – Lorenzo sulla Luna
- 2021 – Il Boom (I Remix)

### Саундтракове
2016 – L'estate addosso (Original Motion Picture Soundtrack)

## Други изяви

### Дублаж
- Озвучава Милоу – конкурент на героя Човека с комиксите в епизода „Съпрузи и ножове“ от 18 ноември 2007 г., излъчен на29 ноември 2008 г. в италианската версия на анимационния филм Семейство Симпсън.[52]

### Филмография
- Появява се във филма на Марио Моничели Parenti serpenti (1992) в сцена, в която семейството е на масата и по телевизията дават видеото на сингъла му Muoviti muoviti (който е саундтрак на филма).[53]
- Рецитира във филма I giardini dell'Eden (1998) на Алесандро Д'Алатри в ролята на Давид заедно с Ким Роси Стюарт.[54]
- Появява се във филма Jolly Blu (1998) като президент на звукозаписна копания, в която прави прослушване Макс Пецали.[54]
- През 2014 г. се появява в документалния филм Strani Ritmi – La storia del dj Marco Trani на режисьора Корадо Рица.
- През 2021 г. участва в документалния филм Roma Caput Disco на режисьора Корадо Рица. [55]

### Видеоклипове
- Появява се във видеоклипа към песента Hannno uscciso l'Uomo Ragno на група 883.[53]
- Появява се във видеоклипа на песента Mondo на Чезаре Кремонини.[53]
- Появява се заедно с Валентино Роси във видеоклипа на песента L'allegria, написана от него и изпълнена от Джани Моранди.

### Реклама
- Участва в рекламата на Super Mario Bros. от 1980-те г. на Нинтендо.[56]

### Комикси
- На 17 юни 2015 г. се появява в четири самостоятелни истории в номер 3108 на комикса „Мики Маус“ (на итал. Topolino) под формата на патето Папероти заедно с Пианетино (известен още като Сатурнино).

### Книги
- Yo, brothers and sisters. Siamo o non siamo un bel movimento?, Milano, Vallardi, 1988.
- Cherubini, S.l., Soleluna, 1993.
- Il grande boh!, Milano, Feltrinelli, 1998. ISBN 88-07-70102-2; Milano, Feltrinelli, 2000. ISBN 88-07-81604-0
- Quarantology, 1966 – 2006, Milano, Rizzoli, 2006. ISBN 88-17-01165-7
- La parrucca di Mozart, Torino, Einaudi, 2009. ISBN 978-88-06-20054-1
- Per te, Roma, Gallucci, 2009. ISBN 978-88-6145-086-8
- Viva tutto!, Add Editore, 2010. ISBN 978-88-96873-18-2
- Gratitude, Torino, Einaudi, 2013. ISBN 978-88-06-21834-8
- Sbam!, Milano, Mondadori, 2017. ISBN 978-88-04-68543-2